# 카데나긴혀박쥐
카데나긴혀박쥐(Lonchophylla cadenai)는 주걱박쥐과(신세계잎코박쥐과)에 속하는 남아메리카 박쥐의 일종이다. 콜롬비아에서 발견된다.

## 특징
작은 크기의 박쥐로 머리부터 몸까지 몸길이가 51~56mm이고, 전완장은 31.4~32.7mm, 꼬리 길이는 7~10mm이다. 발 길이는 8~10mm, 귀 길이는 14~15mm 정도이다.